# Luboš Perek
Luboš Perek (Praga, 26 de julio de 1919 - 17 de septiembre de 2020) fue un astrónomo checo reconocido por sus trabajos en la catalogación de las nebulosas y por ser el responsable de construir el mayor telescopio de la República Checa.

## Biografía
Fue conocido por su Catálogo de Nebulosas Planetarias Galáctica, junto con Luboš Kohoutek, de 1967. También trabajó en la distribución de la masa en las galaxias, estrellas de alta velocidad, las nebulosas planetarias, definición del espacio ultraterrestre, órbita geoestacionaria, los desechos espaciales, y la gestión del espacio exterior.
Inició los estudios en derecho. Más tarde se inclinó hacia estudios de matemáticas y astronomía en la Facultad de Ciencias de la Universidad de Charles primero y luego se graduó en la Universidad Masaryk, Brno, en 1946, obtuvo su doctorado en astronomía de la Universidad Carolina de Praga, en 1956, y un D.Sc. en astronomía en 1961.
Fue miembro de la Academia Checoslovaca de Ciencias en 1965, Profesor Asociado de la Universidad Masaryk 1952/56, Profesor visitante de la Universidad Northwestern 1964. Secretario General de la Unión Astronómica Internacional 1967-1970, Director del Instituto de Astronomía de la Academia Checoslovaca de Ciencias 1968-1975, y Jefe de la División de Asuntos del Espacio Ultraterrestre, de las Naciones Unidas, Nueva York desde 1975 a 1980.
Fue el responsable de construir en el Observatorio Universitario de la Universidad Masaryk en Brno el reflector de 0,6 m y del reflector Zeiss de dos metros en el mayor telescopio de la República Checa situado en Ondřejov. En 2012 el telescopio recibió su nombre, es conocido como Telescopio de Per. El asteroide (2900) Luboš Perek, descubierto por Kohoutek, fue nombrado así en su honor.
Publicó cuarenta y cuatro trabajos sobre la dinámica estelar y las nebulosas planetarias y ochenta documentos y artículos sobre la órbita geoestacionaria, definición del espacio ultraterrestre, basura espacial, y la protección del medio ambiente espacial. El informe elaborado sobre el tema de la basura espacial fue un referente sobre las advertencias de los riesgos que suponen para el futuro los desechos espaciales.
Falleció a los 101 años en 17 de septiembre de 2020.

## Premios y reconocimientos
Obtuvo las medallas honoríficas:
- 1969: Universidad de Lieja.
- 1972: ADION.
- 1980: T. Hagecius de Hajek.
- 1981: Nagy Ernö.
- 1982: Zagreb Univ.
- 1986: Ciudad de París.
- 1986: Colegio de Francia.
- 1992: Premio de Jules Janssen de la Sociedad Astronómica de Francia.